# Naturschutzgebiet Oberlauf des Hellefelder Baches
Das Naturschutzgebiet Oberlauf des Hellefelder Baches mit 8,9 ha Flächengröße liegt nordwestlich von Hellefeld im Stadtgebiet von Sundern und im Hochsauerlandkreis. Das Gebiet wurde 2019 mit dem Landschaftsplan Sundern durch den Kreistag des Hochsauerlandkreises als Naturschutzgebiet (NSG) ausgewiesen. Vorher war es als Landschaftsschutzgebiet Sundern ausgewiesen. Das NSG geht bis an die Stadtgrenze. Das NSG ist von Fichtenwald umgeben der meist zum Landschaftsschutzgebiet Sundern gehört.

## Beschreibung
Beim NSG handelt es sich um den Oberlauf des Hellefelder Baches sowie von Quellzuflüsse. Meist handelt es sich um Fichtenwälder mit Quellmulden in Kerbtälchen.

## Schutzzweck
Laut Landschaftsplan erfolgte die Ausweisung zum:
- „Schutz der naturnahen Bachabschnitte und Entwicklung durch Förderung bachbegleitender Laubwälder.“
- „Das NSG dient auch der nachhaltigen Sicherung von besonders schutzwürdigen Lebensräumen nach § 30 BNatschG.“[1]

## Gebot
Für das NSG wurde ein besonderes Gebot erlassen. Das Gebot lautet „vorhandenes Nadelholz ist mindestens in einer Breite beidseitig von je 35 m ab Gewässermitte bzw. ab Böschungsschulter bei Kerbtälern und ansonsten grundsätzlich entlang der in natura nachvollziehbaren Begrenzungen (Wege, Nutzungswechsel, Böschungen etc.) in standortgerechtes Laubholz umzubestocken.“